# Шапел Ижер
Шапел Ижер (фр. Chapelle-Iger) насеље је и општина у Француској у региону Париски регион, у департману Сена и Марна која припада префектури Провен.
По подацима из 2011. године у општини је живело 157 становника, а густина насељености је износила 17 становника/km². Општина се простире на површини од 8,73 km². Налази се на средњој надморској висини од 105 метара (максималној 123 m, а минималној 86 m).

## Демографија
| 1962. | 1968. | 1975. | 1982. | 1990. | 1999. | 2011. |
| ----- | ----- | ----- | ----- | ----- | ----- | ----- |
| 150   | 111   | 85    | 107   | 134   | 152   | 157   |

График промене броја становника у току последњих година